# حیات وحش اوگاندا
حیات وحش اوگاندا متشکل از گیاگان و زیاگان این کشور است.

## تنوع زیستی
اوگاندا کشوری محصور در خشکی است که ۲۳۶٬۰۰۰ کیلومتر مربع مساحت دارد و ۸۲٪ آن زمین خشک، ۱۴٪ آب‌های باز و ۴٪ مرداب دائمی است. اوگاندا از کشورهایی است که دارای بیشترین تنوع گونه‌های گیاهان و جانوران است و در رده ده کشور نخست دنیا از لحاظ تنوع زیستی قرار دارد.

### گیاگان
حدود ۴٬۵۰۰ گونه از آوندداران در اوگاندا ثبت شده‌اند.

### زیاگان
با گستره وسیعی از انواع زیستگاه، اوگاندا را یکی از کانون‌های داغ تنوع زیستی در نظر می‌گیرند. حدود ۳۴۵ گونه از پستانداران در این کشور ثبت شده‌اند؛ همراه با ۱٬۰۲۰ گونه پرنده (حدود نصف کل تعداد یافت‌شده در آفریقا)، ۱۴۲ گونه خزنده، ۸۶ گونه دوزیست، ۵۰۱ گونه ماهی و ۱٬۲۴۲ گونه پروانه.